# Armeńska Federacja Rewolucyjna (Liban)
Armeńska Federacja Rewolucyjna, pot. Dasznakcutiun lub Dasznak – lewicowa partia polityczna reprezentująca diasporę ormiańską w Libanie. Jest powiązana z macierzystą Armeńską Federacją Rewolucyjną (Hai Heghapokhakan Dasznakcutiun), działającą w Armenii.

## Dasznacy
W 1890 roku członkowie narodowego ruchu ormiańskiego (dasznacy) założyli Armeńską Federację Rewolucyjną. Organizacja powołana pod hasłem niepodległej i zjednoczonej Armenii walczyła przeciw władzom tureckim i rosyjskim, a także opowiadała się za ideami socjalistycznymi. Po rewolucji październikowej w Rosji dasznacy objęli rządy w Demokratycznej Republice Armenii, która utraciła niezależność w wyniku interwencji bolszewickiej w 1920 roku i zakończonym klęską powstaniu w 1921 roku. Odtąd Armeńska Federacja Rewolucyjna prowadziła działalność na emigracji.

## Armeńska Federacja Rewolucyjna w Libanie
Partia rozpoczęła początkowo swoją działalność wśród ormiańskich studentów bejruckich uczelni. Wielu członków przybyło na początku lat 20. wraz z falami uchodźców, uciekających przed ludobójstwem. Od 1923 do 1958 roku toczył się konflikt między trzema ormiańskimi partiami politycznymi (socjalistyczną Dasznak, socjaldemokratyczną Hunczakian i liberalną Ramgavar). W latach 50. Ormian podzielił spór między katolikosami Cylicji (Zareh I) i Eczmiadzynu (Vazgen I). W początkowym okresie libańskiej wojny domowej dasznacy blisko współpracowali z Falangami, jednak później unikali angażowania się w spory wewnątrz społeczności chrześcijańskiej, co nie uchroniło ich przed atakami dawnych sojuszników. Niektórzy członkowie Armeńskiej Federacji Rewolucyjnej byli powiązani z działalnością Komandosów Sprawiedliwości przeciwko Ludobójstwu Ormian (JCAG), organizacji terrorystycznej, konkurencyjnej w stosunku do ASALA.
W przeciwieństwie do większości ugrupowań ormiańskich w Libanie Dasznak nie weszła do Sojuszu 14 Marca. Partia udzieliła poparcia Wolnemu Ruchowi Patriotycznemu Michela Aouna i wchodzi aktualnie w skład Bloku Zmian i Reform. Obecnym przewodniczącym Komitetu Centralnego Armeńskiej Federacji Rewolucyjnej w Libanie jest Hovig Mkhitarian, a jego siedziba mieści się w Burdż Hammud, wraz z redakcją dziennika Aztag i stacją radiową "Głos Van".

## Obecni deputowani
W wyborach do libańskiego Zgromadzenia Narodowego w 2009 roku mandaty otrzymali Hagop Pakradounian oraz Arthur Nazarian.